# Mirosław Dzięciołowski
Mirosław Dzięciołowski – DJ, promotor i dziennikarz muzyczny. Znany jako "Maken", "Xiądz Maken I" lub "DJ Bass Reprodukktor Xiądz Maken".
Od 1988 roku, wspólnie z Mariuszem Dziurawcem tworzy najstarszy - obok Love Sen-C Music – polski sound system Joint Venture Sound System.
Ma na swoim koncie muzyczne dziennikarstwo prasowe (własne fanziny, współpraca m.in. z „Brum”, „Plastik”, „Free Colours”), telewizyjne (TVP Kultura), oraz radiowe (Radio Frem w Zgorzelcu, Radio BRW w Wałbrzychu). Obecnie tworzy audycję Strefa Dread w radiowej Czwórce.
Jest odpowiedzialny za  organizację koncertów wielu czołowych artystów reggae w Polsce, m.in.  Black Uhuru i Michaela Rose'a, The Abyssinians, Misty in Roots, Jah Shaka, Gentlemana.